# 布蘭查德山
80°26′S 21°56′W / 80.433°S 21.933°W
布蘭查德山（英語：Blanchard Hill）是南極洲的山峰，座標80°26′S 21°56′W，位於科茨地，屬於沙克爾頓山脈的一部分，在1967年由美國海軍拍攝空中照片，以該國的輕盈帳篷發明者命名。